# 496 (numero)
Quattrocentonovantasei (496) è il numero naturale dopo il 495 e prima del 497.

## Proprietà matematiche
- È un numero pari.
- È un numero composto dai seguenti fattori: 1, 2, 4, 8, 16, 31, 62, 124 e 248. Poiché la somma dei relativi fattori è 496, è un numero perfetto. È il terzo numero perfetto, segue 6, 28 e precede 8128.
- È il trentunesimo numero triangolare e il quindicesimo numero esagonale. Ogni numero perfetto pari è triangolare ed esagonale.
- È un numero nontotiente (per cui la equazione φ(x) = n non ha soluzione).
- È la sommatoria di 31, 1 + 2 + 3 + 4 + 5 + 6 + … + 31 = 496.
- 496 = 13 + 33 + 53 + 73.
- È un numero ennagonale centrato.
- È un numero felice.
- È un numero palindromo nel sistema di numerazione posizionale a base 13 (2C2).
- È un numero pratico.
- È un numero congruente.
- È parte delle terne pitagoriche (372, 496, 620), (496, 897, 1025), (496, 930, 1054), (496, 1890, 1954), (496, 1953, 2015), (496, 3828, 3860), (496, 7680, 7696), (496, 15372, 15380), (496, 30750, 30754), (496, 61503, 61505).

## Astronomia
- 496 Gryphia è un asteroide della fascia principale del sistema solare.
- NGC 496 è una galassia spirale della costellazione dei Pesci.

## Astronautica
- Cosmos 496 è un satellite artificiale russo.

## Cabala
- 496 è la somma delle lettere ebraiche che formano la parola מלכות, Malchut, che è la decima sephirot.